# Klaus-Peter Göpfert
Klaus-Peter Göpfert (ur. 22 października 1948 w Coburgu) – wschodnioniemiecki zapaśnik walczący w stylu klasycznym. Dwukrotny olimpijczyk. Piąty w Montrealu 1976 i odpadł w eliminacjach w Monachium 1972. Walczył w kategorii 68 – 74 kg.
Wicemistrz świata w 1971 i 1974; trzeci w 1973; piąty w 1970. Zdobył cztery medale na mistrzostwach Europy w latach 1970–1977.
Mistrz NRD w latach 1970–1974, 1976 i 1977; drugi w 1969; trzeci w 1967 i 1968 roku.